# Oncidium heinzelii
Oncidium heinzelii är en orkidéart som beskrevs av Willibald Königer. Oncidium heinzelii ingår i släktet Oncidium och familjen orkidéer. Inga underarter finns listade i Catalogue of Life.